# Rotodynamisk pump

En-stegs centrifugalpump

Rotodynamiska pumpar kallas också för centrifugalpumpar, de karaktäriseras av att flödet varierar med mottrycket i systemet, från noll flöde vid max tryck till max flöde vid noll tryck trots att varvtalet hålls konstant. 

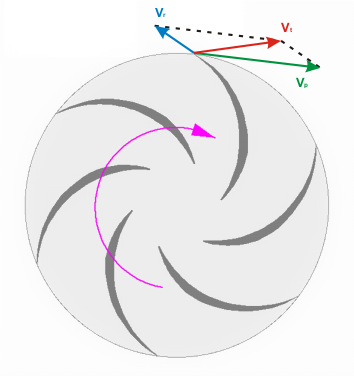
Principen för en centrifugalpump

Ett pumphjul eller en propeller ger vätskan en energi som i pumpen ger ett högre tryck mellan inlopp och utlopp. Beroende på om vätskan ges en hastighet radiellt ut från pumpens rotationsaxel eller parallellt med rotationsaxeln talar man om radialpumpar eller axialpumpar. Radialpumpar kallas även för centrifugalpumpar. Axialpumpar kallas även för propellerpumpar. Ett mellanting mellan radial och axialpump kallas för halvaxiell pump eller mixflödespump. En variant av rotodynamiska pumpar är virvelpumpar, som dock har en relativt dålig hydraulisk verkningsgrad.
Centrifugalpumpar är de absolut vanligaste på grund av sin höga verkningsgrad och på grund av att de går att göra enkla och robusta. När man kategoriserar pumpar efter användningsområde, som till exempel dräneringspump, cirkulationspump, avloppspump, bevattningspump, gödselpump, slurrypump, sänkbar pump, långaxlig pump, chopperpump, grinderpump, vattenpump (i bilen), handlar det i de allra flesta fallen om centrifugalpumpar.

## Specifikt varvtal
Används för att klassificera rotodynamiska pumpar.
{\displaystyle n_{q}=n{\frac {\sqrt {Q}}{H^{\frac {3}{4}}}}}
- Q är flödet i m³/s
- n är varvtalet i varv per minut
- H är tryckhöjden i meter vätskepelare.

| Nq (Specifikt varvtal) | Löphjulstyp       | Löphjulsform                 | Max uppfordringshöjd | Max verkningsgrad |
| ---------------------- | ----------------- | ---------------------------- | -------------------- | ----------------- |
| 7–30                   | centrifugalpumpar | Radialpumpe mit tiefem nq    | 800–1200 m           | 40–88 %           |
| 50                     | centrifugalpumpar | Radialpumpe mit mittlerem nq | 400m                 | 70–92 %           |
| 100                    | centrifugalpumpar | Radialpumpe mit hohem nq     | 60 m                 | 60–88 %           |
| 35                     | halvaxiellpump    | Halbaxialpumpe mit tiefem nq | 100m                 | 70–90 %           |
| 160                    | halvaxiellpump    | Halbaxialpumpe mit hohem nq  | 20                   | 75–90 %           |
| 160–400                | axialpumpar       | Axialpumpe                   | 2–15 m               | 70–88 %           |

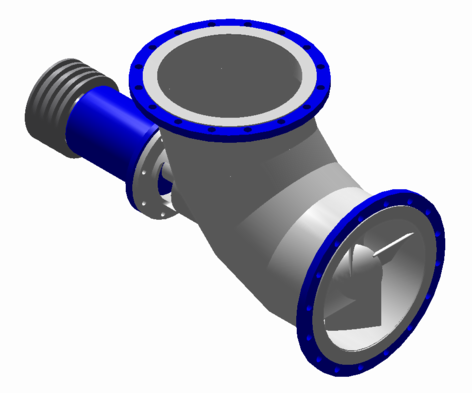
Axialflödespump